# Potemníkovití
Potemníkovití (Tenebrionidae) jsou čeleď brouků celosvětově rozšířených a čítajících více než 20 000 druhů. Mnohé druhy této čeledi mají černé krovky. Potemníci se živí jak čerstvými tak hnijícími rostlinami. Hlavními nepřáteli potemníků jsou ptáci, hlodavci, a ještěrky. Potemníci ve stadiu larvy slouží jako potrava hmyzožravých živočichů chovaných v zajetí. Jsou to larvy druhů Tenebrio molitor, Zophobas morio a méně známého druhu Tenebrio obscurus.

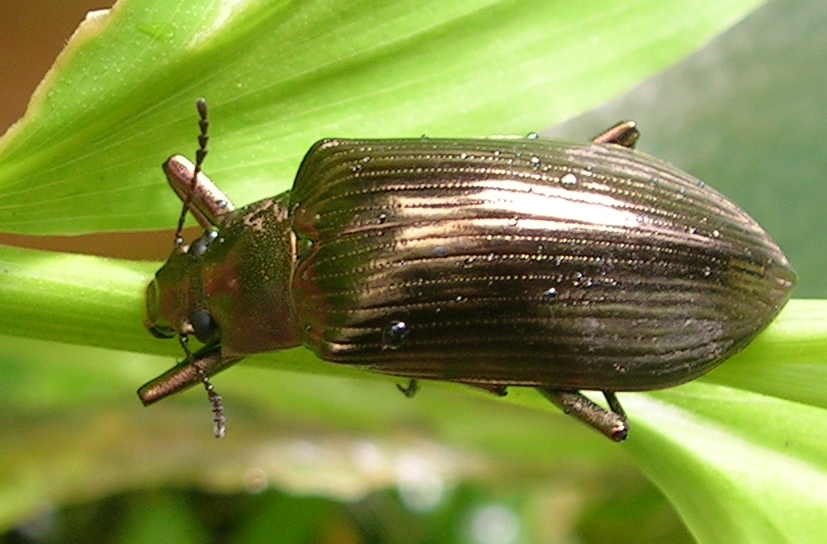
Brouk rodu Coelometopine z Indie
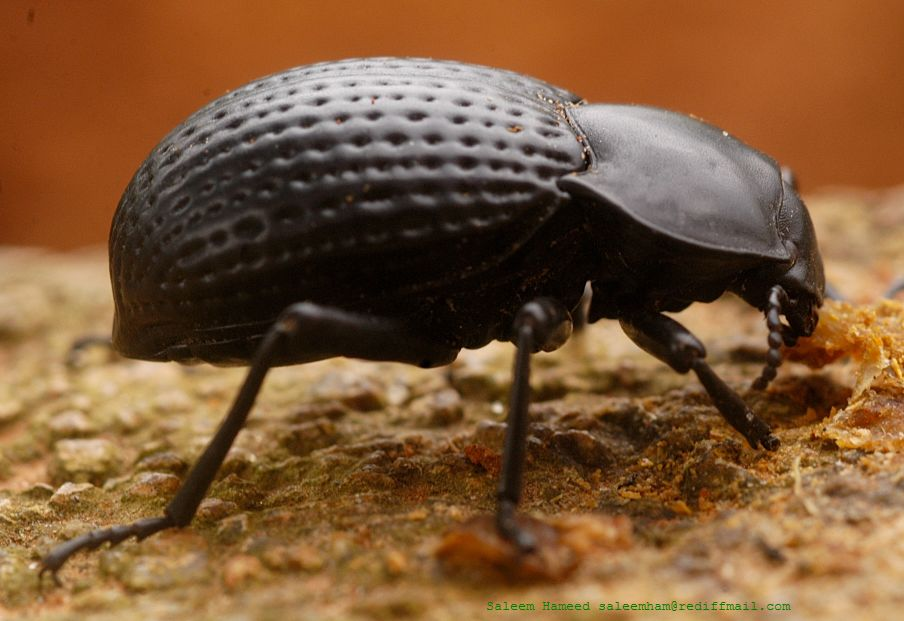
Brouk rodu Platynotine z Indie
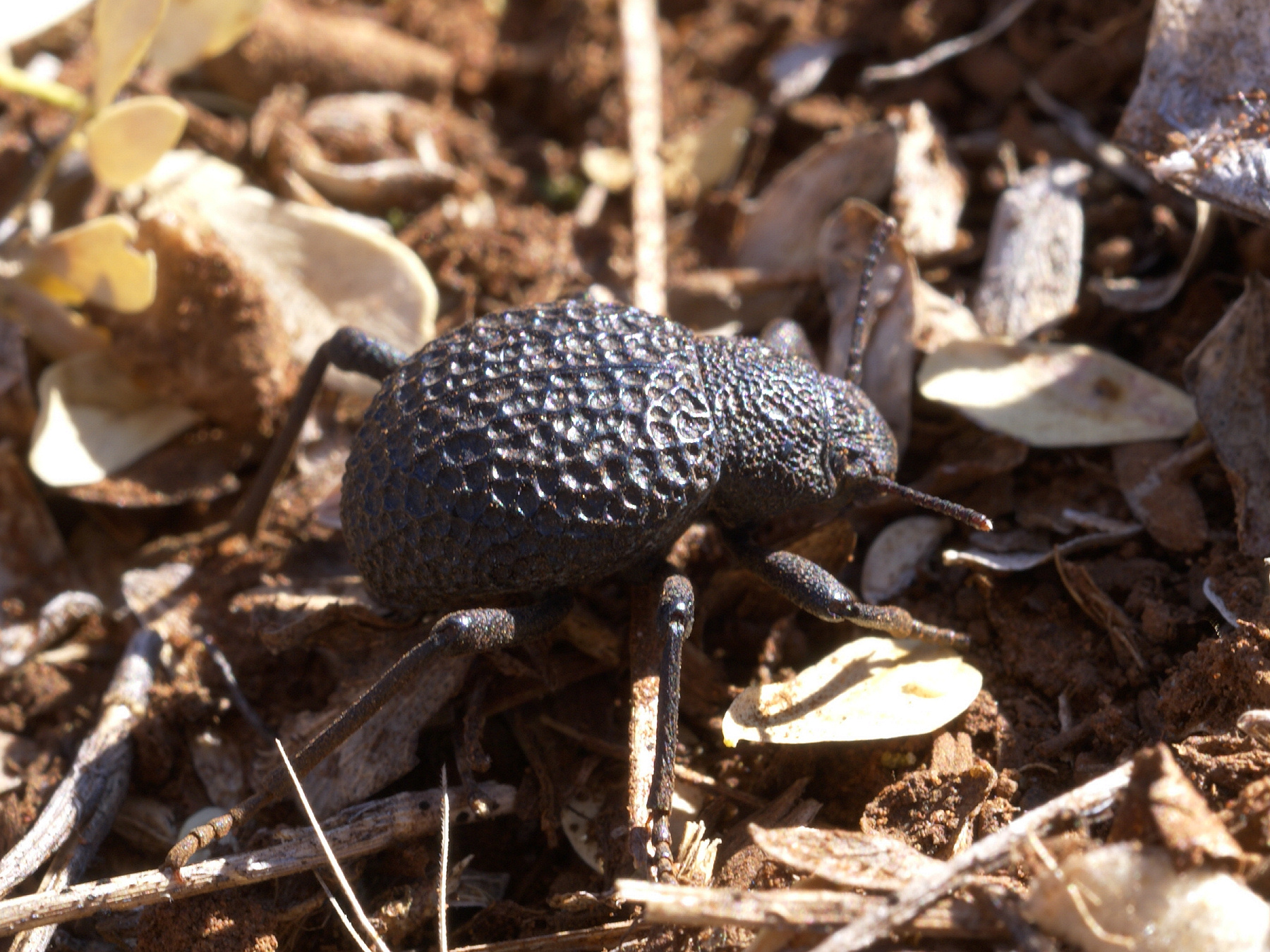
Alogenius cavifrons z Namibie